# 무엇 때문에?
《무엇 때문에?》(러시아어: За что?)는 레프 톨스토이의 중편소설이다.

## 작품 소개
주체와 사회 사이, 개인과 국가 사이의 틈새를 여행하게 하는 《무엇 때문에?》에 나타난 19세기 폴란드인의 아픔과 고통은, 해석하기에 따라서는, 사회·경제적으로 불안한 21세기의 현실에서 자아를 웅크린 채로 살아가는 수많은 현대인들의 아픔과 고통으로 치환되면서 ‘새로운 확장된 의미’를 창출한다. 지금 이 시대의 사회적 직업이나 노동은 단순한 돈벌이나 물질적 재화 획득 차원을 넘어서 자아를 표출하고 자기를 만들어나가는 것이기에, 사회적 직업이나 노동이 곧 ‘바로 그 자신’이 되는 것이다. 이러한 차원에서 인간의 자기 창출 행위를 원하는 대로, 안정적으로 할 수 없는 실존적 상황에 처한 미구르스키를 보면서 그의 아픔과 고통, 불안과 절망을 실로 절감하게 된다. 아울러 ‘위험을 관리해야만 생존할 수 있는 사회’를 살아가는 우리들의 아픔과 고통, 불안과 절망도 ‘겹쳐서’ 읽게 된다.

## 서지 정보
- 강명수 역, 2009년, 지식을만드는지식[깨진 링크(과거 내용 찾기)] ISBN 978-89-6406-371-2